# Israel HaYom

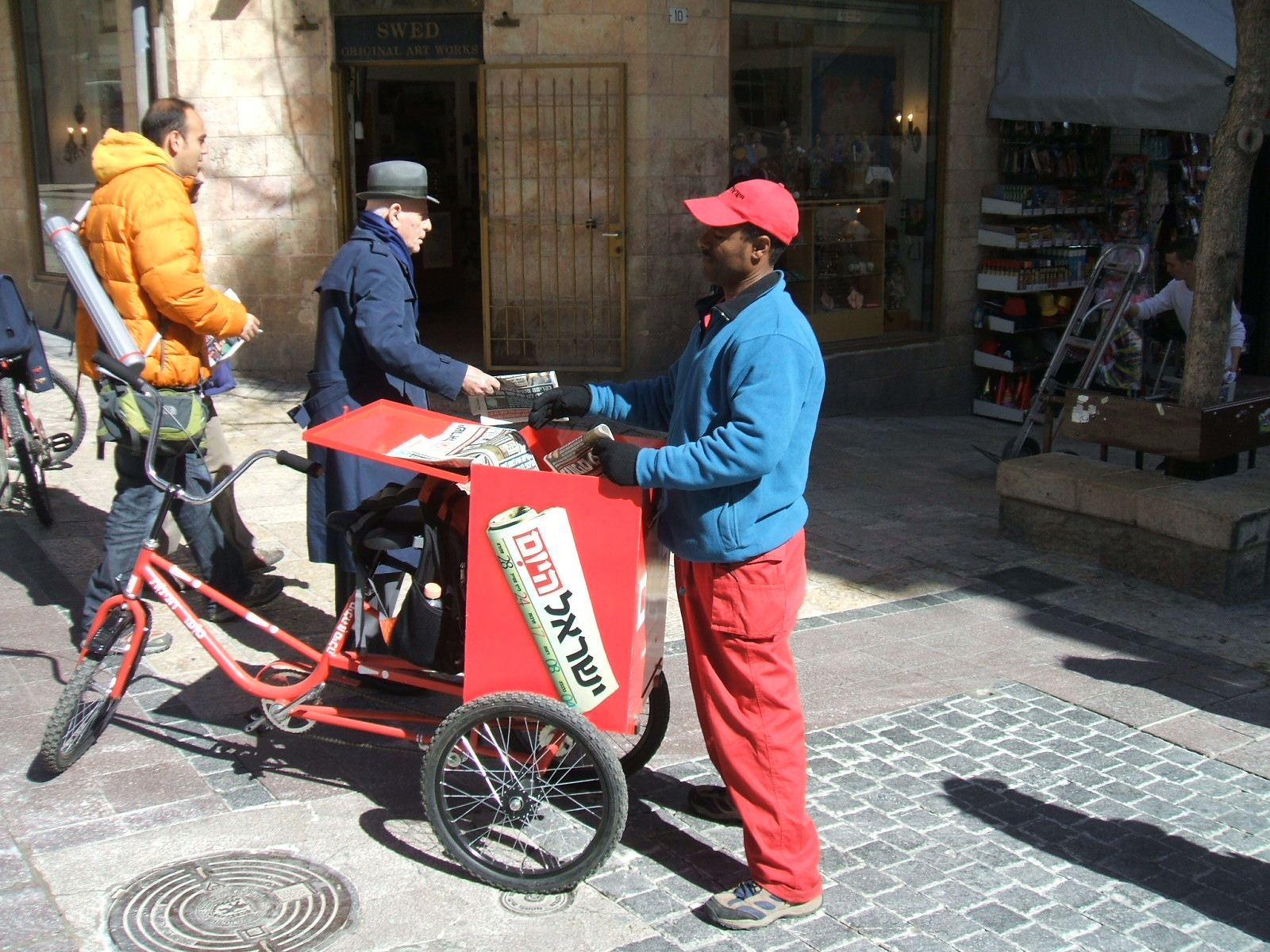
Distribuzione di copie di "Israel HaYom" a Gerusalemme.

Israel HaYom (in ebraico ישראל היום‎?, in italiano Israele Oggi) è un quotidiano gratuito israeliano in ebraico nato il 30 luglio 2007 e pubblicato attualmente in formato di tabloid. Il nome è ispirato al quotidiano locale USA Today, nonostante non vi sia alcuna relazione tra le due pubblicazioni. 

Israel HaYom è il secondo quotidiano israeliano per diffusione nel paese.
Il giornale, di proprietà di Miriam Adelson, è in concorrenza diretta con Israeli, un altro quotidiano gratuito in precedenza co-gestito da Sheldon Adelson. Caporedattore è Amar Lahamnovich. Il pubblicista Dan Margalit ha lasciato il Maariv per collaborare ad Israel HaYom.